# Кървав фазан
Кървавият фазан (Ithaginis cruentus) е вид птица от семейство Фазанови (Phasianidae), единствен представител на род Ithaginis.

## Разпространение и местообитание
Разпространен е в Бутан, Индия, Китай, Мианмар и Непал.